# Holon
|  | Si cerqueu el concepte filosòfic vegeu hòlon |

Holon és una ciutat al sud de Tel-Aviv que forma part de l'àrea metropolitana de Gush Dan i del districte de Tel-Aviv. És el segon centre industrial més gran d'Israel després de Haifa. Fundada el 1935, el 1950 obtingué l'estatus de ciutat. La meitat dels samaritans del món viuen en aquesta ciutat.

## Història
El nom de la ciutat procedeix de la paraula hebrea "Holot" (חולות) que significa "sorres", perquè fou construïda en una terra que semblava un desert cobert de sorra. Aquestes terres van ser comprades al principi dels anys trenta per un jueu anomenat Shlomó Garin, avui conegut com a fundador d'Holon. Durant els anys trenta es construïren cinc barris, que el 1940 es van unir amb el nom Holon.
Durant la Guerra araboisraeliana de 1948, els barris d'Holon foren blanc de franctiradors àrabs d'aldees properes, fins que les forces de la Haganà van aconseguir conquerir el tossal de Tel Arish, feu dels franctiradors, i després el convertiren en un parc d'homenatge als combatents jueus.
El 1954, l'aleshores president d'Israel Yitzhak Ben-Zvi fundà el barri samarità a la ciutat, on van arribar samaritans procedents de Tel Aviv-Jafa, Ramat-Gan i Nablus.

## Cultura
Holon fou escenari del Festival de Rondallaires anual, que ara se celebra a Giv'atayim. També s'hi celebra el Festival Yeme Zemer (jornades de cant) cada any, i Daniel Barenboim hi organitza uns campaments estivals de música anualment.
El 1967 hi va tenir lloc l'actuació fundacional de l'Israel Ballet.
Durant el mandat de l'alcalde Moti Sasson, s'han iniciat molts projectes cívics a la ciutat, entre els quals destaquen el Museu de la Infància i la Mediateca, una de les biblioteques públiques més grans d'Israel.

## Esports
L'equip de bàsquet capdavanter d'Holon, el Hapoel, va guanyar la lliga israeliana el 2008.
L'equip principal de futbol, el Zafririm, va estar-se diverses temporades entre primera i segona divisió a partir de 1990. El maig de 2004, però, caigué a tercera divisió.

## Alcaldes
- Dr. Haim Kugel (1950-1953)
- Pinhas Eylon (1953-1987)
- Haim Sharon (1987-1988)
- Moshe Rom (1988-1993)
- Motti Sasson (1993-)

## Ciutats agermanades
- Andung (Corea del Sud)
- Anshan (Xina)
- Berlín-Mitte (Alemanya)
- Cleveland (Ohio, EUA)
- Dayton (Ohio, EUA)
- Hannoversch Münden (Alemanya)
- Suresnes (França)